# Sementivae
Les Sementivae o també Feriae Sementivae van ser unes festes a l'antiga Roma destinades a celebrar la sembra.
Se celebraven cada any, però no en dies fixos, sinó quan ho establien els magistrats o els sacerdots, en funció de en quin moment s'hagués acabat la sembra. A les festes s'honorava a Ceres la deessa de l'agricultura, i a Tellus, la personificació de la terra nodridora. Les festes dedicades a Tellus duraven dos dies, normalment a finals de febrer, i les dedicades a Ceres començaven una setmana més tard, quan ho fixaven les autoritats, i només durava un dia. Es pregava per obtenir una bona collita.
El festival se celebrava al pagus, i per això també s'anomenava paganalia.